# Gorontalo (provincie)
Gorontalo je jedna z provincií Indonésie. Rozkládá se v severní části ostrova Sulawesi. Na ploše 12 215,44 km² zde v roce 2005 žilo 900 000 lidí, hustota zalidnění 74 obyv./km² je pod průměrem Indonésie. Provincie Gorontalo vznikla v prosinci 2000, do té doby tvořila západní část provincie Severní Sulawesi. Západním sousedem je provincie Střední Sulawesi.
Hlavní a největší město provincie se jmenuje rovněž Gorontalo.